# Ерлеком
Ерлеком (нід. Erlecom) — селище в нідерландській провінції Гелдерланд. Входить до муніципалітету Берг-ен-Дал.